# Saint James (Trindade e Tobago)
Saint James é um distrito da capital Porto de Espanha em Trindade e Tobago. A estrada principal é a principal estrada do Oeste. Funciona de Woodbrook para Cocorite. Saint James também é conhecido por sua mistura diversificada de atividades culturais.
Até 1992, a Civil Aviation Training Centre (CATC), agora uma unidade da Trinidad e Tobago Civil Aviation Authority, foi localizado ao longo da Estrada Circular Long em Saint James.